# Armée rouge – FPLP : Déclaration de guerre mondiale
Pour plus de détails, voir Fiche technique et Distribution.
Armée rouge – FPLP : Déclaration de guerre mondiale (赤軍派-PFLP 世界戦争宣言, Sekigun-PFLP: Sekai senso sengen) est un film documentaire japonais réalisé par Masao Adachi et Kōji Wakamatsu en collaboration avec le Front populaire de libération de la Palestine (FPLP) et sorti en 1971.

## Synopsis
Armée rouge – FPLP : Déclaration de guerre mondiale est un documentaire sur les combattants du FPLP tourné au Liban et en Jordanie. Il s'agit d'un « film d'information » qui doit « [fournir] une plateforme au futur front révolutionnaire mondial en s'appuyant sur les théories stratégiques » de la faction Armée rouge japonaise et du FPLP et ainsi devenir « le manifeste de la formation d'une Armée Rouge Mondiale ». On y observe principalement la vie quotidienne dans les camps comme sur le front et les entraînements des combattants. Des intertitres reprenant les principaux mots d'ordre des combattants ou appelant à la convergence des luttes rythment aussi le film.

## Fiche technique
- Titre du film : Armée rouge – FPLP : Déclaration de guerre mondiale
- Titre original : 赤軍派-PFLP 世界戦争宣言 (Sekigun-PFLP: Sekai senso sengen?)
- Réalisation : Masao Adachi, Kōji Wakamatsu
- Société de production : Wakamatsu Production
- Pays d'origine :  Japon
- Format : couleur - 1,37:1 - 16 mm
- Genre : film documentaire
- Durée : 69 minutes
- Année de sortie : 1971

## Production
En 1971, en rentrant du festival de Cannes, Masao Adachi et Kōji Wakamatsu, sympathisants de l'armée rouge japonaise, voyagent durant deux mois au Liban et en Jordanie pour observer et soutenir les combattants du FPLP.
Le film qu'ils y tournent est le résultat d'une coopération entre la faction Armée Rouge, le FPLP et Wakamatsu Production. Adachi et Wakamatsu ne commencent à tourner qu'après avoir obtenu l'accord du FPLP. L'objectif explicite est de produire un film d'agitprop, « film le plus offensif de l'Histoire », pour « créer une méthodologie de la propagande » et participer à la création d'un front révolutionnaire international.
Plus de dix mille pieds de pellicule, soit cinq heures de film, sont tournés au Liban et en Jordanie en juin et juillet 1971. Le film est ensuite monté au Japon.

## Accueil
Le film est interdit dans les cinémas au Japon. Par conséquent, Adachi et Wakamatsu organisent une tournée de projections publiques en parcourant le pays dans un bus rouge.

## Analyse
Selon Masao Adachi, le but de son entreprise documentaire est de filmer le langage des fedayin, à savoir, suivant leurs propres affirmations, la lutte armée. C'est pourquoi de longues séquences du film sont dédiées à des plans sur des armes à feu.
Un autre élément remarquable du film est sa dimension anti-spectaculaire. Adachi a participé à l'élaboration de la théorie du paysage (fûkeiron), selon laquelle tout paysage est l'expression du pouvoir et donc porteur des systèmes de domination de la société. Celle-ci est mise en œuvre également dans ce documentaire, qui mêle ainsi « des plans de paysage fûkeiron » à des techniques relevant plutôt de l'agit-prop. On trouve par ailleurs dans le film de nombreux plans sur des objets apparemment sans importance, indiquant qu'en temps de guérilla et d'urgence quotidienne, rien n'est en fait négligeable.
Les scènes d'intérieur sont de plus en plus sombres à mesure que l'on se rapproche du milieu du film : ces jeux sur l'ombre et la lumière pourraient servir à insister sur l'importance de la clandestinité et du secret dans la vie des combattants et des réfugiés.